# Methermicoccaceae
Famille
Genres de rang inférieur
- Methermicoccus

Les Methermicoccaceae sont une famille d'archées de l'ordre des Methanomicrobiales. 